# Funaria hygrometrica
Espèce
Funaria hygrometrica, la funaire hygromètre ou funaire hygrométrique, est une espèce de mousses (bryophytes), parmi les plus communes en zone tempérée. C'est une plante de la famille des Funariaceae, qui réagit rapidement à l'humidité ambiante et à la pluie, d'où ses surnoms anglais (Cord Moss ou Water-Measuring Moss).
Souvent présente sur les places brûlées (anciens feux).

## Description
Les feuilles (aussi appelées phylles) sont insérées en trois rangées parallèles le long de courtes tiges serrées dont la croissance est hélicoïdale. Elles sont aussi soutenues par la caule située sur le dessous de sa rangée de feuilles, pour ce qui est de l'ancrage, cette mousse possède des rhizoïdes au niveau basal. Les phylles (petites feuilles), les caules (tiges serrées) ainsi que les rhizoïdes (petites racines) forment le gamétophyte diploïde. En période de reproduction, on peut observer la formation du sporophyte, composé de la soie (tige fine), d'une capsule (renfermant les spores méiotiques) ainsi qu'un opercule prêt à s'ouvrir pour lâcher les spores. Au niveau du pied de la soie, une corbeille à archégones (gamètes femelles) ou à anthéridies (gamètes mâles) est présente; selon le sexe du gamétophyte nous aurons dans la corbeille des archégones ou des anthéridies.

## Reproduction: cycle

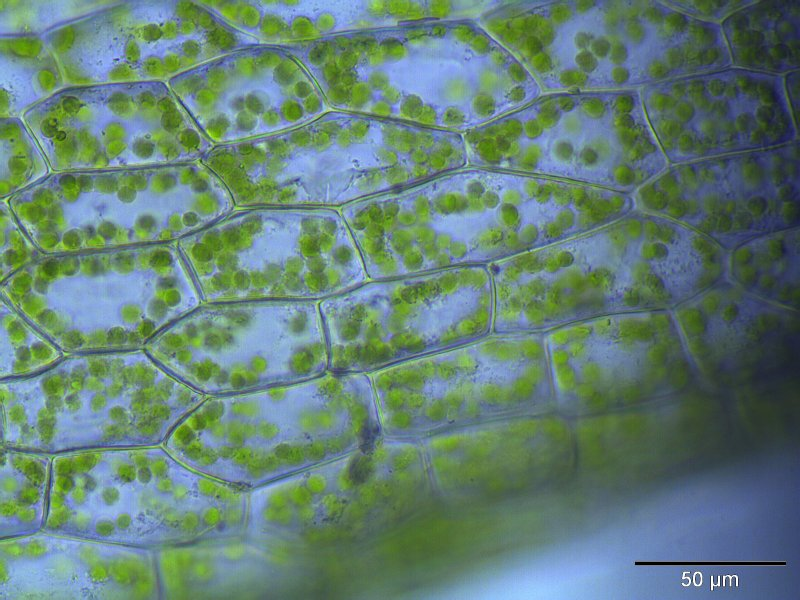
Cellules de Funaria hygrometrica grossies 400 fois, montrant des chloroplastes globuleux

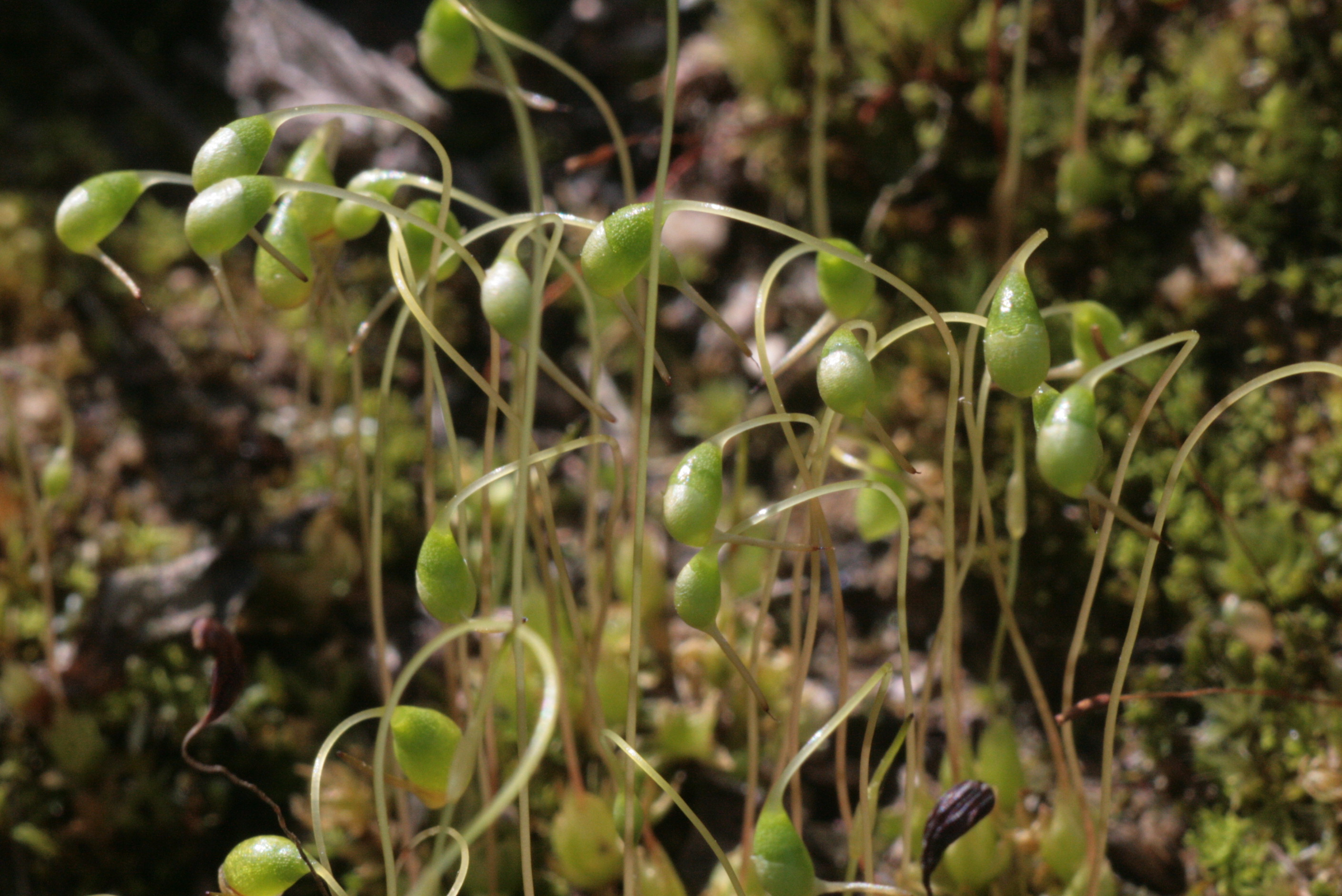
Sporophytes de Funaria hydrometica composés chacun d'une soie, d'une capsule, d'un opercule transparent et d'un calyptre cucullé oblique à maturité (forme d'un bec).

À partir d'une spore haploïde se divisant par mitoses successives, un protonéma pluricellulaire se développe sur le sol.
Des tigelles (bourgeons latéraux du protonéma) grandissent et forment la mousse proprement dite, le gamétophyte, qui portera des anthéridies et des archégones permettant une reproduction sexuée avec des gamètes mâles nageurs : les anthérozoïdes ou spermatozoïdes végétaux venant des anthéridies vont féconder les ovules logés dans les archégones ; des zygotes diploïdes en résulteront, ils formeront chacun un sporophyte diploïde (soie et capsule), parasite du gamétophyte. Le sporophyte formera dans sa capsule les spores haploïdes (par méioses), ce qui, dès leur libération, terminera le cycle.

## Génétique
On connaît des variants et mutants au sein de l'espèce qui est le premier bryophyte à avoir fait l'objet d'un séquençage de l'ARN.

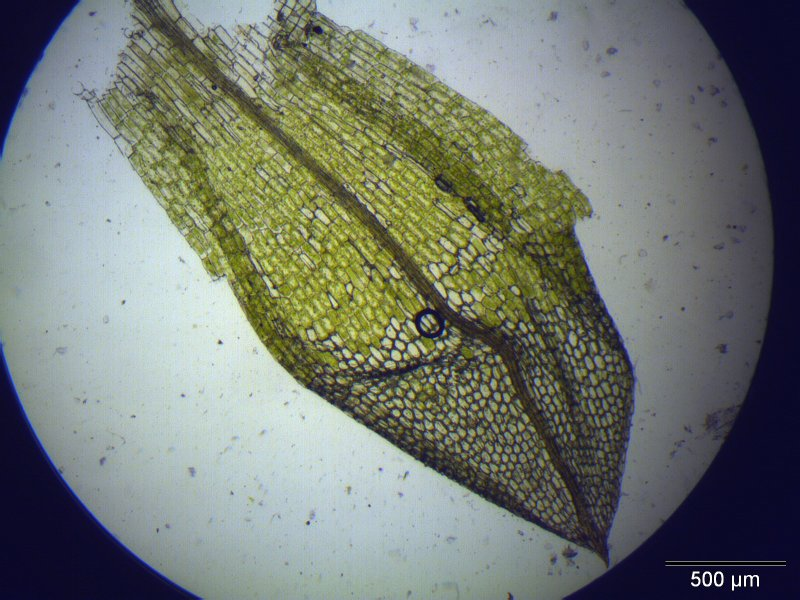
Cellules de feuille de funaire hygromètre

## Photos

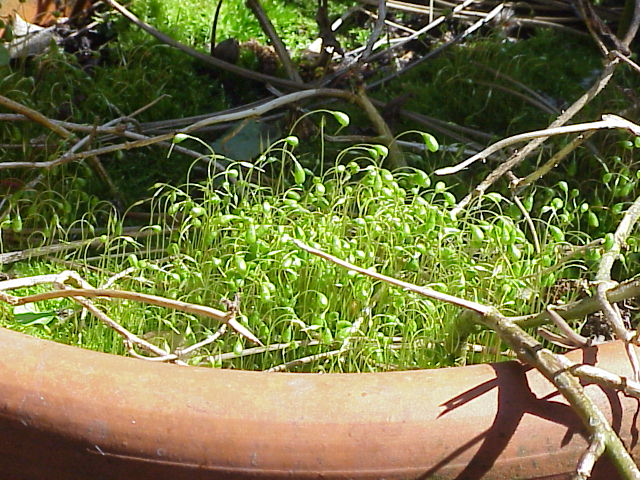
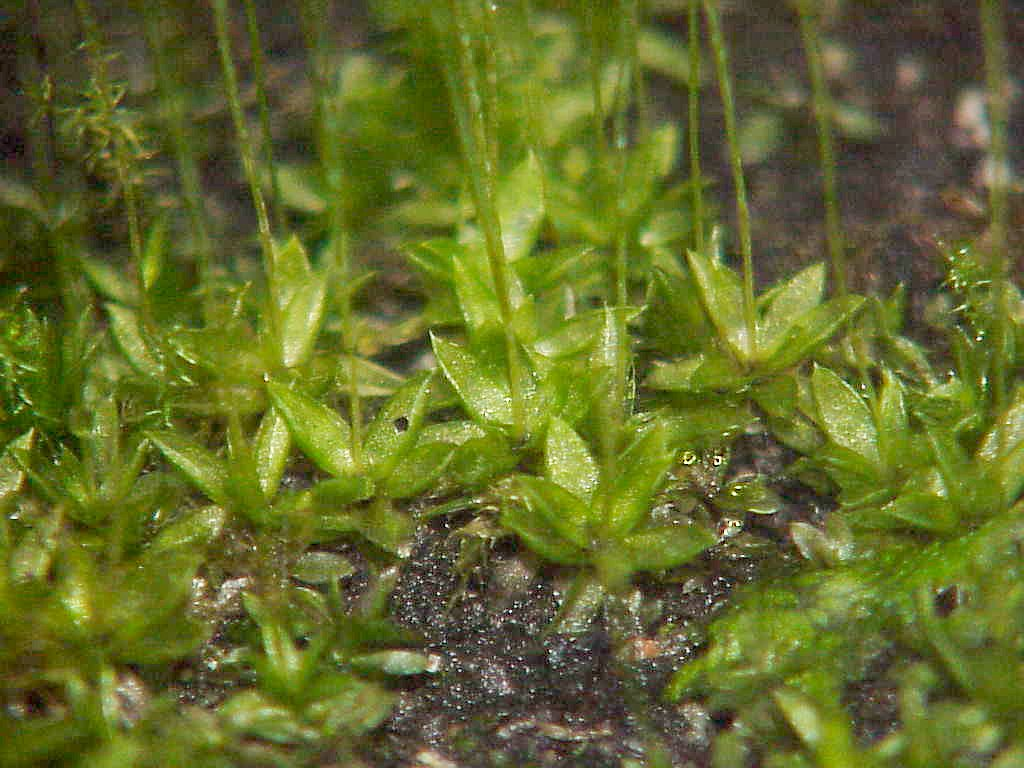
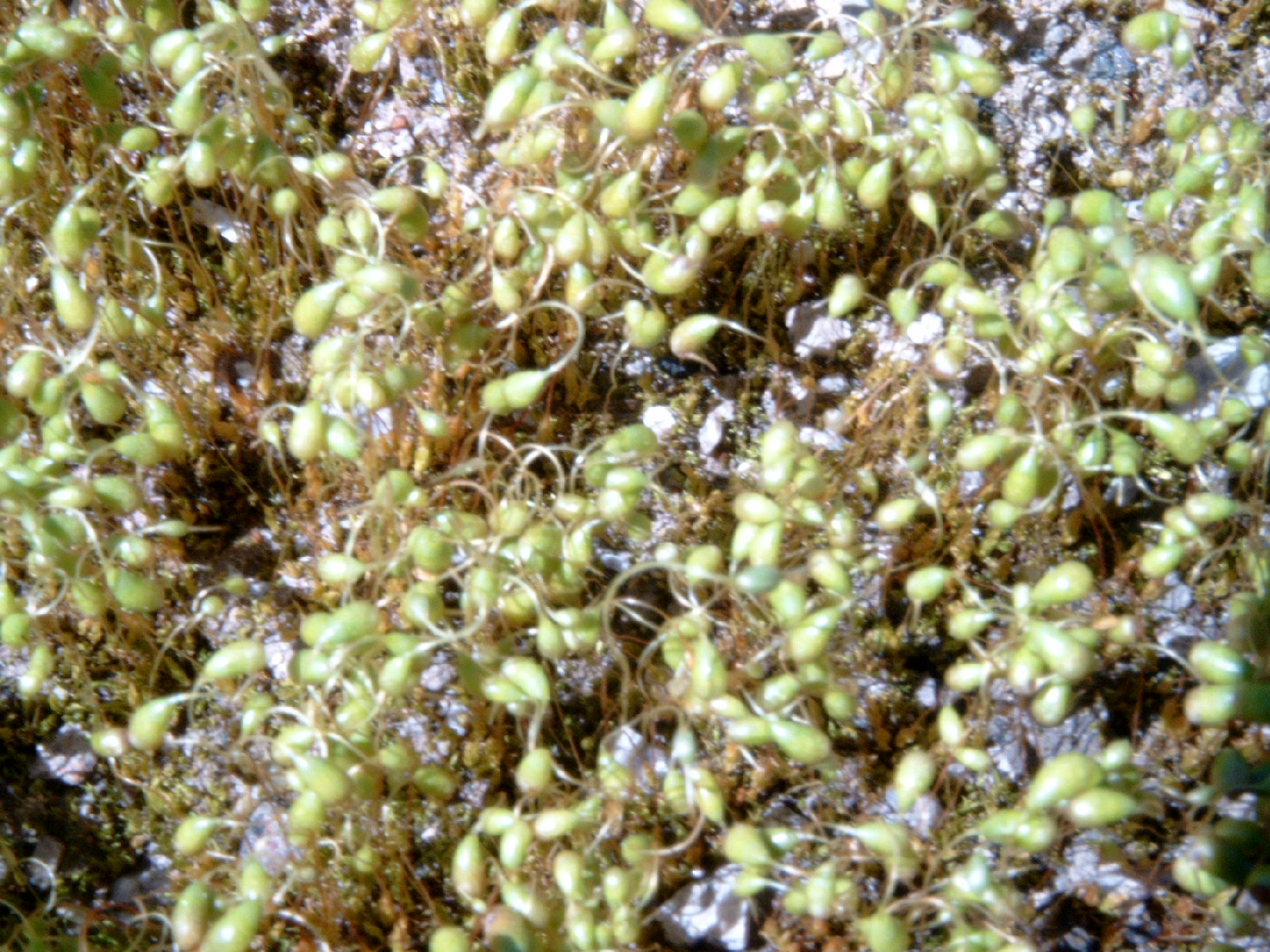
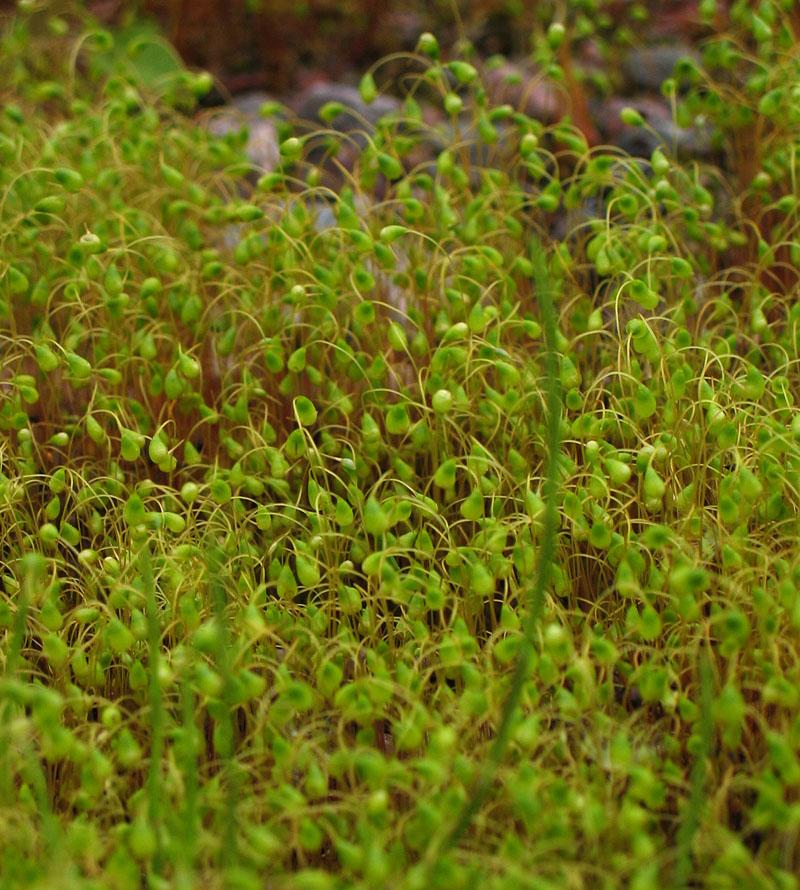
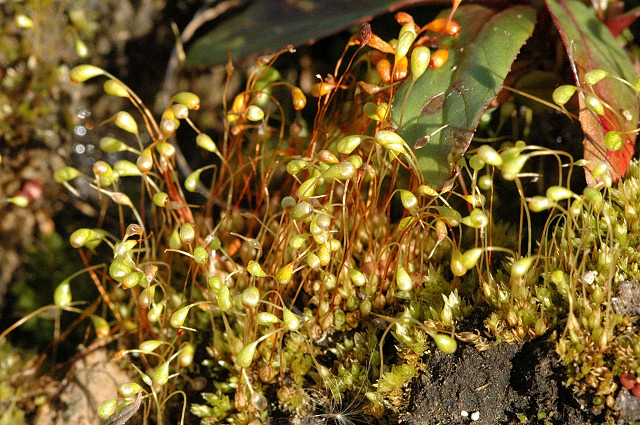
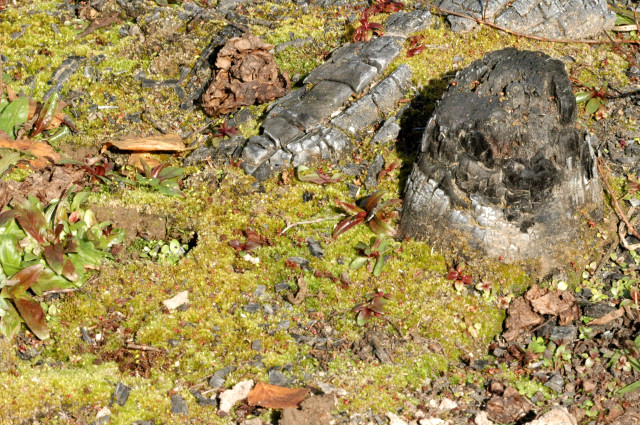
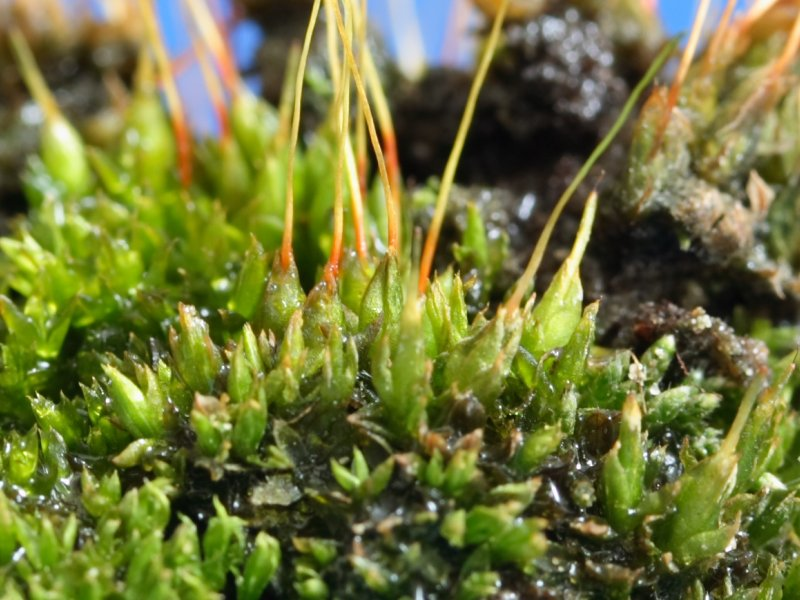
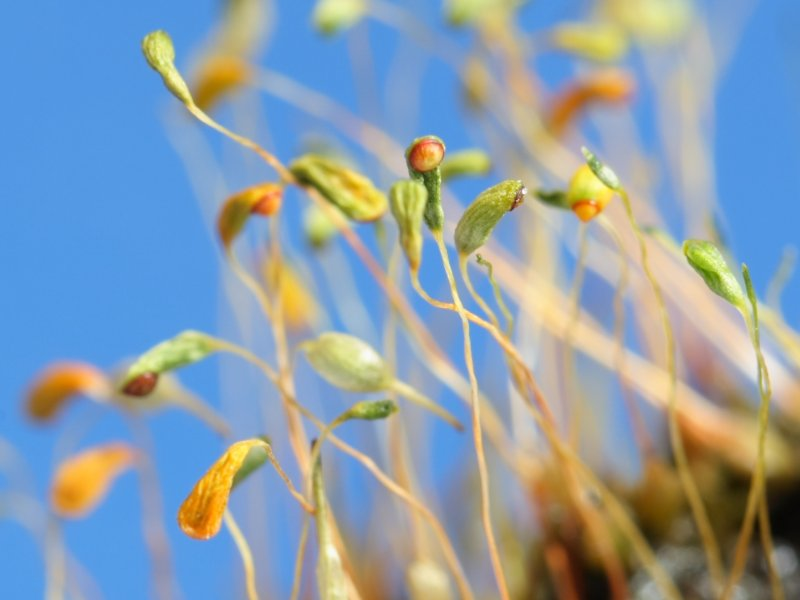
capsules